# Günther Lütjens
Günther Lütjens, né le 25 mai 1889 à Wiesbaden et mort le 27 mai 1941 dans l'océan Atlantique, est un amiral de la Kriegsmarine du Troisième Reich. Il est connu pour avoir été le commandant de l'escadre Bismarck, Prinz Eugen lors de la disparition du premier durant l'opération Rheinübung, à environ 400 milles nautiques à l'ouest de Brest.

## Biographie

### Famille
Johann Günther Lütjens est né à Wiesbaden, la capitale de la province de Hesse-Nassau, le 25 mai 1889. Il est le fils de Johannes Lütjens, qui exerce la profession de marchand, et de son épouse Luise, née Volz.  En été 1929, Lütjens épousa Margarete Backenköhler, la fille du conseiller sanitaire secret Gerhard Backenköhler. Margarete est la sœur de son futur chef d'état-major, l'amiral Otto Backenköhler (de). Il grandit à Fribourg-en-Brisgau et obtient son Abitur du lycée Berthold (de) à l'âge de 17 ans.

### Première Guerre mondiale
Il participe à la Première Guerre mondiale en qualité d'officier, et a notamment commandé dans les Flandres une demi-flottille de torpilleurs. Il devient par la suite chef de flottille, commandant de croiseur, commandant des flottilles de torpilleurs.

### Entre-deux-guerres

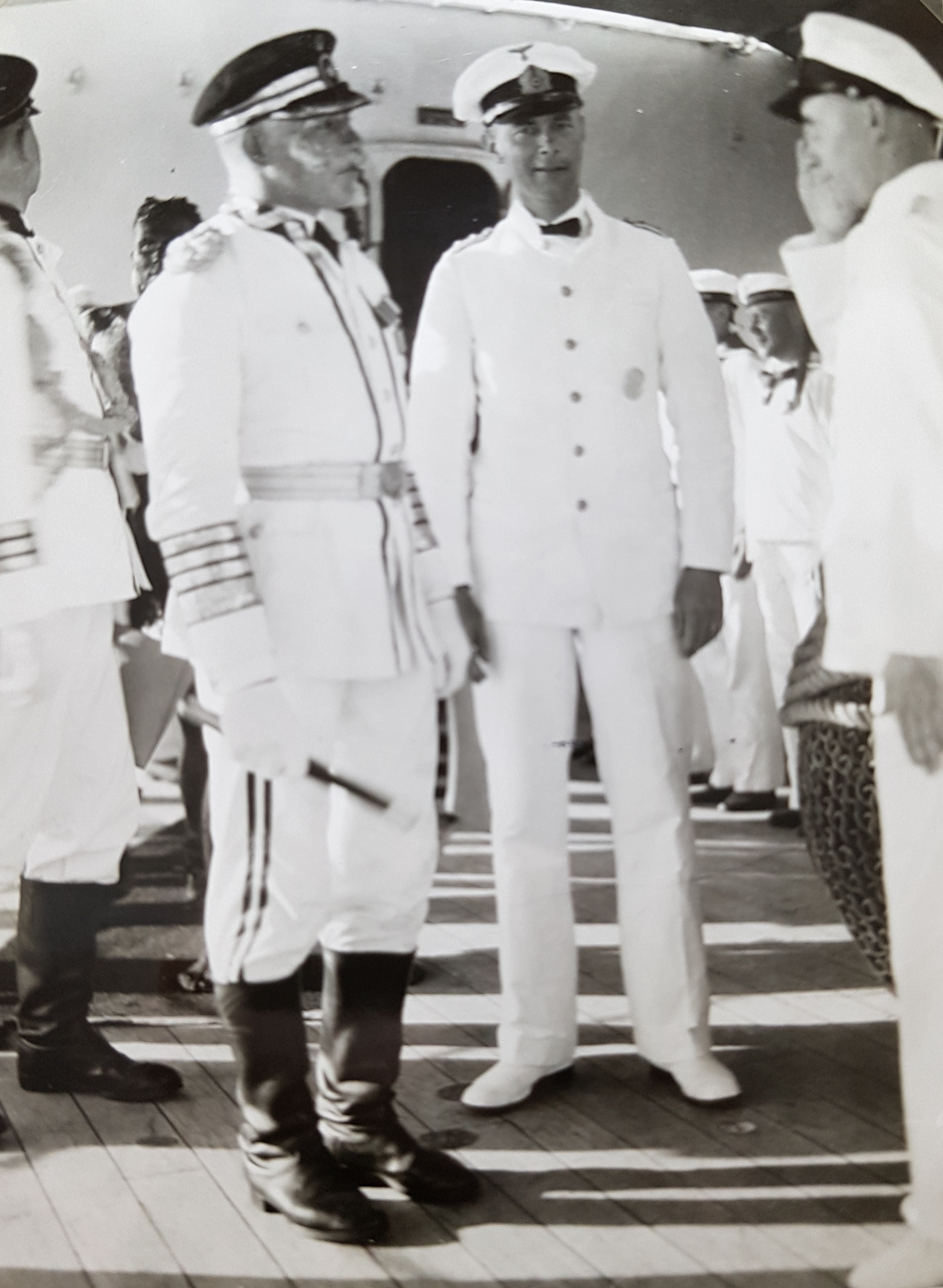
Günther Lütjens à bord du Karlsruhe en novembre 1934

Du 16 septembre 1934 au 23 septembre 1935 il est commandant du Karlsruhe, un croiseur léger de classe Königsberg de la Kriegsmarine lancé le 20 août 1927 et mis en service le 6 novembre 1929. 

### OpérationWeserübung
Günther Lütjens participe, du 9 avril au 10 juin 1940, à l'opération Weserübung, dont le Danemark et la Norvège constituent les principaux théâtres d'opération, et qui marque le début de la campagne de Norvège. 
En qualité de vice-amiral, il commande les forces navales de la Mer du Nord, composées des croiseurs de bataille  Scharnhorst et Gneisenau, son sister-ship de la classe Scharnhorst.

### Commandant de l'opérationRheinübung

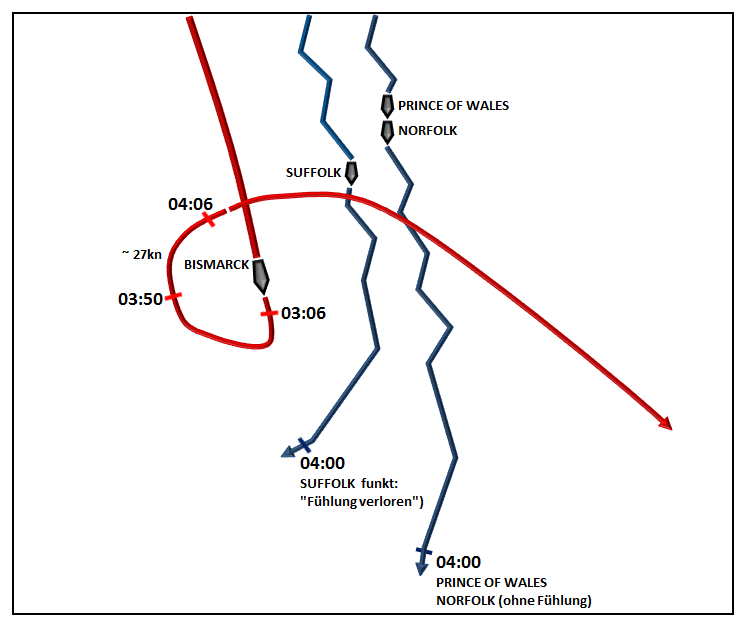
Manœuvres du Bismarck dans la nuit du 25 mai 1941

Le dernier message qu'il a envoyé a été « Navire impossible à manœuvrer, nous combattrons jusqu'au dernier obus. Longue vie au Führer. » Il mourut à bord du Bismarck lors de la bataille opposant ce bâtiment aux cuirassés britanniques King George V et Rodney. Il a sans doute été tué lors de la destruction de la passerelle inférieure par un obus de 406 mm venant du HMS Rodney.

## Hommage

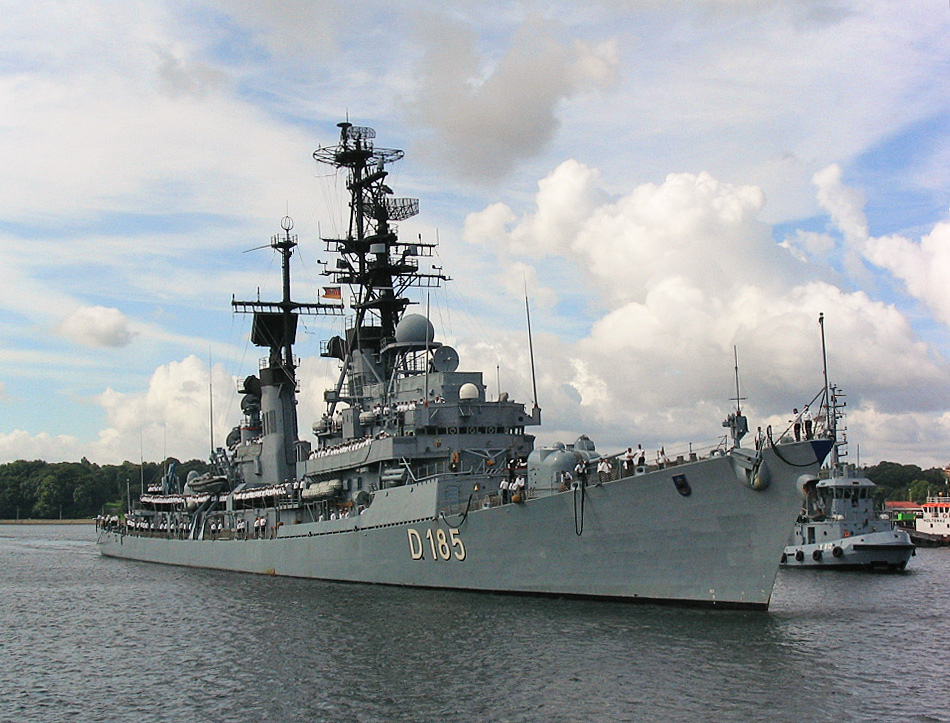
Le destroyer allemand à missiles guidés Lütjens (D 185) entrant dans Kiel (Allemagne), le 12 juillet 2003.

Son nom a été donné à un destroyer de la Bundesmarine le 11 août 1967. Le Lütjens (D 185) (de) est le premier destroyer lance-missiles de la marine allemande. Le navire est resté en service jusqu'au 18 décembre 2003.